# Suore della Visitazione di Alleppey
Le Suore della Visitazione, di Alleppey (in inglese Alleppey Visitation Sisters of Alleppey; sigla S.V.C.), sono un istituto religioso femminile di diritto pontificio.

## Storia
Le origini della congregazione risalgono all'omonimo istituto eretto il 24 giugno 1892 dal gesuita Charles Lavigne, vescovo di Kottayam.
Il 29 gennaio 1924 un gruppo di religiose provenienti dall'istituto di Kottayam, ottenuta l'autorizzazione di José Bento Martins Ribeiro, vescovo di Cochin, fondò una casa a Kattoor.
José Vieira Alvernaz, nuovo vescovo di Cochin, rese autonoma la casa di Kattoor dall'istituto-madre e l'8 maggio 1945 la eresse in congregazione: le suore si diffusero rapidamente e negli anni successivi sorsero altre sei case.
Nel 1952 dal territorio della diocesi di Cochin fu scorporato quello della neo-eretta diocesi di Alleppey e, poiché tutte le case dell'istituto si ritrovarono nella nuova diocesi, la congregazione passò alle dipendenze del vescovo di Alleppey.

## Attività e diffusione
Le suore si dedicano all'educazione della gioventù, all'assistenza a malati, orfani e anziani, alle attività parrocchiali.
Oltre che in India, sono presenti in Germania, Egitto, Italia, Sudan, Tanzania; la sede generalizia è ad Alappuzha.
Alla fine del 2015 l'istituto contava 448 religiose in 60 case.